# Kameanîi Mist, Novoukraiinka
Kameanîi Mist (în ucraineană Кам`яний Міст) este un sat în comuna Mareanopil din raionul Novoukraiinka, regiunea Kirovohrad, Ucraina.

## Demografie
Componența lingvistică a localității Kameanîi Mist
     Ucraineană (93,19%)
     Rusă (5,16%)
     Română (1,17%)
     Alte limbi (0,47%)
Conform recensământului din 2001, majoritatea populației localității Kameanîi Mist era vorbitoare de ucraineană (93,19%), existând în minoritate și vorbitori de rusă (5,16%) și română (1,17%).